# Georgios Paraskevopoulos
Georgios Paraskevopoulos (Grieks: Γεώργιος Παρασκευόπουλος) was een Grieks wielrenner. Hij nam deel aan de Olympische Zomerspelen van 1896 in Athene.
Paraskevopoulos nam deel aan de 12-uren race, maar haalde de finish niet. Daarnaast nam hij deel aan de wegwedstrijd over 87 kilometer; hij eindigde, van de zeven deelnemers, niet bij de top-drie.